# Wilhelm Fojcik
Wilhelm Fojcik (ur. 6 czerwca 1879 w Przegędzy, zm. 3 października 1970 w Katowicach) – członek władz powstańczych, działacz plebiscytowy, poseł na sejm II RP.

## Życiorys
Ukończył gimnazjum w Bytomiu i rozpoczął studia weterynaryjne w Berlinie, których jednak nie ukończył. Podjął pracę w kolejnictwie na Górnym Śląsku. W dniu zakończenia I wojny światowej był już kierownikiem biura rozkładów jazdy w Katowicach. Niedługo po wojnie wstąpił do Polskiej Organizacji Wojskowej Górnego Śląska, w której przygotowywał kolejarzy do powstania. Ponadto przekazywał tej organizacji informacje dotyczące funkcjonowania ruchu kolejowego. 15 sierpnia 1919 został aresztowany i skazany na 2,5 roku więzienia. Pod warunkiem opuszczenia Górnego Śląska został zwolniony i udał się do Poznania. Tam odbył szkolenie z zakresu polskiej administracji kolejowej. 1 kwietnia 1920 został kierownikiem Wydziału Kolei i Poczt w Polskim Komisariacie Plebiscytowym. W czasie III powstania śląskiego był członkiem Naczelnej Rady Kolejowej. W 1922 został wybrany na posła I kadencji sejmu II RP. Był członkiem klubu Chrześcijańsko-Narodowego Stronnictwa Pracy. W 1924 zrzekł się mandatu. W 1925 został zastępcą burmistrza Rybnika. W okresie międzywojennym pracował również w kolejnictwie. Po wybuchu II wojny światowej kierował ewakuacją ludności ze Śląska, a następnie pracował w Urzędzie Miasta w Chrzanowie. Po wojnie ponownie pracował na kolei. W 1957 przeszedł na emeryturę. Był autorem wspomnień zatytułowanych „Służba kolejowa w akcji powstańczej”, opublikowanych w „Pamiętnikach powstańców śląskich” (tom I, 1957).

## Ordery i odznaczenia
- Krzyż Oficerski Order Odrodzenia Polski
- Krzyż Kawalerski Order Odrodzenia Polski (2 maja 1923)[4][5]
- Krzyż Walecznych
- Medal Niepodległości
- Złoty Krzyż Zasługi
- Śląski Krzyż Powstańczy[6][1]